# Hahneberg (Reinhardswald)
Der Hahneberg ist mit 460,8 m ü. NHN der dritthöchste Berg im Reinhardswald im Landkreis Kassel, Nordhessen (Deutschland). 

## Geographische Lage
Der Hahneberg erhebt sich im Norden des Reinhardswaldes im Gutsbezirk Reinhardswald. Sein Gipfel liegt 3,8 km östlich von Gottsbüren, einem östlichen Stadtteil des an der Diemel liegenden Trendelburg, 2,5 km südlich von Gieselwerder und 2 km (jeweils Luftlinie) westlich von Gottstreu, zwei Ortsteilen der an der Weser gelegenen Gemeinde Oberweser.
Der Nordwestausläufer des Berges ist der Langenberg. Auf der Gladerberg genannten Nordostflanke steht auf etwa 340 m Höhe ein Sendemast. Bis auf die Ostflanke reichen Teile des Fauna-Flora-Habitat-Gebiets Weserhänge mit Bachläufen (FFH-Nr. 4423-350; 43,6415 km² groß).

## Naturräumliche Zuordnung
Der Hahneberg gehört in der naturräumlichen Haupteinheitengruppe Weser-Leine-Bergland (Nr. 37) und in der Haupteinheit Solling, Bramwald und Reinhardswald (370) zur Untereinheit Reinhardswald (370.4). Seine Landschaft fällt nach Norden und Osten in die Untereinheit Weserdurchbruchstal (370.3) ab.

## Diemel-Weser-Wasserscheide
Über den Gipfel des bewaldeten Hahnebergs verläuft die Diemel-Weser-Wasserscheide, einem Teil der Diemel-Eder/Fulda/Weser-Wasserscheide: Das Wasser aller Bäche, die vom Berg in westliche Richtungen fließen, erreicht durch den südlich von ihm entspringenden Fuldebach, durch die Holzape und die Diemel die Weser auf indirektem Weg; dem entgegen verlaufen die kurzen Fließgewässer, die in östliche Richtungen fließen (z. B. Trumbach), nach nur wenigen Kilometern auf direktem Weg in die Weser.